# Mitzi Martin
Mitzi Martin (Los Angeles, Califórnia, 27 de dezembro de 1967), é uma atriz e modelo americana, mais conhecida por seus papéis no filmes Harley Davidson and the Marlboro Man(1991), Joe Dirt(2001), Cara, cadê meu carro?(2000) e A Ilha (2005) (2005). Sua imagem e perfil também foram utilizados pela personagem Cate Archer no jogo de computador No One Lives Forever. Ela é casada com Josh Todd da banda Buckcherry.

## Filmografia
- Harley Davidson e Marlboro Man(1991)
- Dude, Where's My Car?(2000)
- Joe Dirt(2001)
- A Ilha (2005)(2005)
- Stripped Down(2009)